# Gabón en los Juegos Olímpicos de París 2024
Gabón estuvo representado en los Juegos Olímpicos de París 2024 por cinco deportistas, tres mujeres y dos hombres, que compitieron en cuatro deportes.
Los portadores de la bandera en la ceremonia de apertura fueron el atleta Wissy Frank Hoye Yenda Moukoula y la nadadora Noelie Annette Lacour. El equipo olímpico gabonés no obtuvo ninguna medalla en estos Juegos.